# 永乐街道 (沈阳市)
永乐街道，是中华人民共和国辽宁省沈阳市苏家屯区下辖的一个乡镇级行政单位。

## 行政区划
永乐街道下辖以下地区：
新台子村、大韩台村、小韩台村、互助村、宝相屯村、永乐村、杨树林子村、孟达堡村和永胜村。

## 特产
永乐葡萄：中国地理标志产品。